# زنده: مقدس و ناسزا
زنده: مقدس و ناسزا (انگلیسی: Live: Sacred and Profane) یک آلبوم زنده از گروه موج نو آمریکایی برلین است که در سال ۲۰۰۰ توسط تایم بمب رکوردینگز منتشر شد. اولین آلبوم زندۀ گروه، دارای دوازده ترانه زنده و سه ترانه جدید استودیویی است. ترانه‌های زنده در کوچ هاوس، سن خوان کاپیسترانو، کالیفرنیا در ۴ دسامبر ۱۹۹۹ ضبط شد.